# Rafara Fluctus
Il Rafara Fluctus è una struttura geologica della superficie di Venere.